# Organisation hydrographique internationale
L’Organisation hydrographique internationale (OHI) est une organisation intergouvernementale consultative et technique, établie par une convention signée à Monaco le 3 mai 1967 entrée en vigueur en 1970 mais son organe principal, le Bureau hydrographique international, a été créé en juin 1921.
L'OHI concrétise une coopération commencée au début du XXe siècle entre les États qui disposaient d'une capacité à réaliser des levées hydrographiques et à publier des cartes marines.
En mai 2024, l'OHI comptait 99 membres.

## Objectifs de l'OHI
Les objectifs de l'OHI sont :
- la coordination des activités des services hydrographiques nationaux ;
- la standardisation des cartes marines et des documents nautiques ;
- l'adoption de méthodes efficaces et fiables pour réaliser et exploiter les levées hydrographiques ;
- le développement des sciences relevant du champ de l'hydrographie et des techniques de l'océanographie descriptive.

## Organe principal
L'organe principal de l'OHI est le Bureau hydrographique international (BHI), basé à Monaco.

## Activités
Naguère axée essentiellement sur le développement de la coopération et la standardisation des documents « papier » (cartes et ouvrages), l'activité de l'OHI s'est recentrée vers la fin du XXe siècle vers la définition et la normalisation des cartes électroniques, produits numériques destinés à remplacer les cartes marines traditionnelles.
L'OHI a ainsi été le cadre du développement de la norme S-57 (du nom du document qui la définit, la Publication spéciale no 57 de l'OHI), que doivent respecter les cartes marines numériques, ou cartes électroniques de navigation (ENC, pour Electronic Navigation Charts) en mode « vecteur ». Ces ENC sont notamment utilisées dans les systèmes de visualisation de cartes électroniques et d'information (Electronic Chart Display and Information System, ECDIS).
La norme S-61 correspond au système de cartes électroniques RNC (Cartes de navigation Raster),
autre type de cartes correspondant à une numérisation de la carte papier (carte matricielle).